# Nasrin Sotudeh

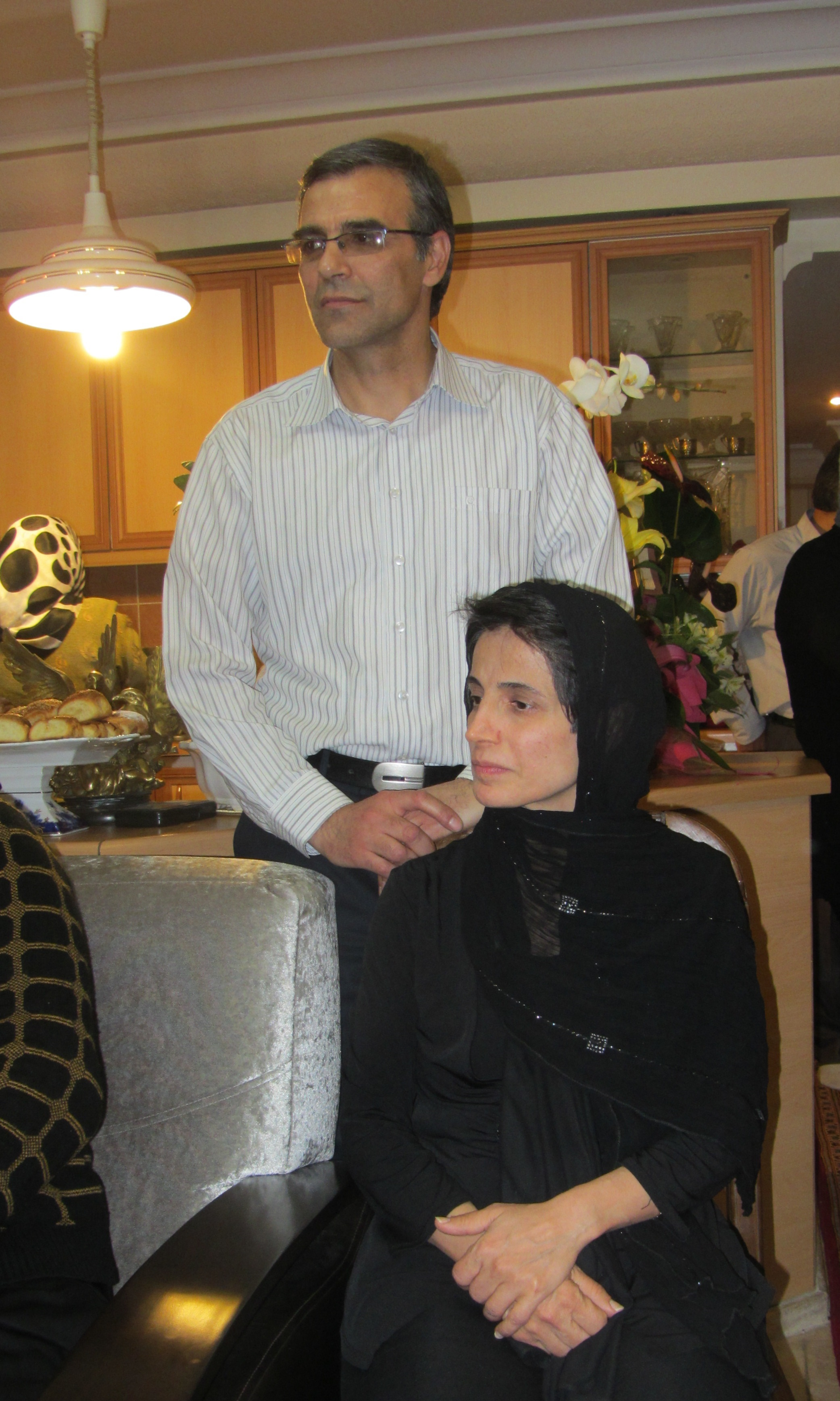
Nasrin Sotudeh mit ihrem Ehemann (2012)

Nasrin Sotudeh (persisch نسرین ستوده‎; * 30. Mai 1963 in Teheran) ist eine iranische Rechtsanwältin, Journalistin und Menschenrechtsaktivistin. Im Jahr 2020 wurde ihr der als „Alternativer Nobelpreis“ bekannte Right Livelihood Award zugesprochen.

## Leben
Sotudeh schloss 1995 ihr Jurastudium ab, musste jedoch acht Jahre auf ihre Anwaltszulassung warten, weswegen sie zunächst als Journalistin arbeitete und für reformorientierte Zeitungen vor allem über Frauenrechte schrieb.
Nasrin Sotudeh ist mit Reza Chandan verheiratet und hat eine Tochter, die unter fadenscheinigen Gründen von der Justiz eine Ausreisesperre erhalten hat, und einen im Herbst 2008 geborenen Sohn.

## Arbeit als Rechtsanwältin
Ab 2003 arbeitete Sotudeh als Rechtsanwältin und „verteidigte Frauen, die gegen das Kopftuch protestierten, Dissidenten und religiöse Minderheiten“.
Sotudeh war auch als Anwältin für die von der iranischen Justiz verfolgte und inzwischen exilierte iranische Friedensnobelpreisträgerin Shirin Ebadi tätig.
Vor ihrer Verhaftung setzte sie sich insbesondere für die Gleichberechtigung von Frauen in der Islamischen Republik Iran ein. Beispielsweise unterstützte sie die Kampagne „Eine Million Unterschriften“.

## Wahlen 2009
Sotudeh vertrat insbesondere minderjährige Straftäter in Todeszellen und festgenommene Oppositionelle, die im Juni 2009 gegen die Wiederwahl von Präsident Mahmud Ahmadineschad protestiert hatten. Nach der Niederschlagung der Proteste, die als „Grüne Bewegung“ auch im Westen bekannt wurden, flohen viele Aktivistinnen soweit möglich ins Ausland – Sotudeh blieb. Im September 2010 wurde sie verhaftet, nachdem ihr schon 2008 die Ausreise nach Italien zur Entgegennahme eines Menschenrechtspreises in Südtirol durch Einbehalt des Reisepasses verwehrt worden war.
Ihrem Mandanten Arasch Rahmanipur, der wegen Mohareb (deutsch „Krieg gegen Gott“) zum Tode verurteilt wurde, wurde an keinem einzigen Prozesstag der Beistand seiner Rechtsanwältin erlaubt. Der 20-jährige Rahmanipur wurde schließlich am 28. Januar 2010 erhängt.

## Verhaftung, Verurteilung und Hungerstreik
Nach ihrer Verhaftung am 22. September 2010 befand sich Sotudeh mehrfach im Hungerstreik. Am 9. Januar 2011 wurde – nach Auskunft ihres Mannes – ihr Verteidiger von dem verfahrensführenden Richter, dessen Name noch nicht bekannt wurde, darüber informiert, dass Sotudeh wegen angeblicher „Angriffe auf die nationale Sicherheit“, „Propaganda gegen die Staatsführung“, Mitgliedschaft im Zentrum der Verfechter der Menschenrechte (eine Menschenrechtsgruppe der Friedensnobelpreisträgerin Shirin Ebadi) und „Verstoßes gegen die islamischen Kleidervorschriften in einer Videobotschaft“ zu elf Jahren Haft verurteilt worden sei. Darüber hinaus sei gegen die Rechtsanwältin ein 20-jähriges Berufs- und Ausreiseverbot verhängt worden. Zur Unterstützung während ihres dritten Hungerstreiks, den sie am 7. Dezember 2010 begann, wurden im Internet Petitionen verbreitet. Mehrmals musste sie im Evin-Gefängnis in Teheran medizinisch behandelt werden.

## Internationale Reaktionen
Die iranische Friedensnobelpreisträgerin Shirin Ebadi rief im Dezember 2010 vor dem UN-Gebäude in Genf zur Freilassung der inhaftierten iranischen Menschenrechtsanwältin auf und forderte von der Hohen Kommissarin der Vereinten Nationen für Menschenrechte, Navi Pillay, gegen die sehr ernste Situation politischer Gefangener in Iran vorzugehen.
Der Menschenrechtsbeauftragte der Bundesrepublik Deutschland, Markus Löning, bezeichnete die langjährigen Haftstrafen für Nasrin Sotudeh und die Journalistin Shiva Nazar Ahari als schweres Unrecht und forderte die sofortige Freilassung beider Frauen.
Volker Beck, damals Mitglied des Deutschen Bundestages und Sprecher der Grünen für Menschenrechtspolitik, verlangte die umgehende Freilassung von Sotudeh.

### Europäische Reaktionen
Auch das Parlament der Europäischen Gemeinschaft verurteilte am 20. Januar 2011 auf das Schärfste das außergewöhnlich harte Urteil gegen Nasrin Sotoudeh und die Einschüchterungsmaßnahmen gegen ihren Ehemann und sprach ihr für ihren Mut und ihr Engagement seine Hochachtung aus (Punkt 2 der Entschließung). Das Europäische Parlament forderte unter Punkt 1 der gleichen Entschließung die Regierung der Islamischen Republik Iran auf, Nasrin Sotoudeh und alle anderen Gefangenen aus Gewissensgründen unverzüglich und bedingungslos freizulassen. Weiterhin erweiterte das Parlament europäische Sanktionen (Einfrieren von Vermögenswerten, Einreiseverbot) auf diejenigen iranischen Amtsträger, die für Menschenrechtsverletzungen, Unterdrückung und die Einschränkung der Freiheitsrechte in Iran verantwortlich sind (Forderung 11 der 13 Punkte umfassenden Entschließung).
Als Reaktion auf den internationalen Druck reduzierte ein Berufungsgericht im September 2011 die Strafe auf sechs Jahre.

## Freilassung und erneute Verhaftungen
Kurz vor einem Besuch des neugewählten Präsidenten Hassan Rohani bei der UN-Vollversammlung in New York am 25. September 2013 wurden um den 18. September 2013 rund ein Dutzend politische Gefangene vorzeitig aus der Haft entlassen, unter anderem Nasrin Sotudeh. Einige Beobachter werteten dies als einen ersten Ansatz Rohanis, sein Wahlversprechen umzusetzen, in Iran künftig mehr politische Freiheiten zuzulassen. Andere, wie Human Rights Watch, begrüßten die Freilassungen, forderten aber, dass Iran erst beweisen müsse, dass dies mehr als eine symbolische Geste sei, indem beispielsweise unverzüglich weitere konkrete Schritte unternommen würden, um die bedingungslose Freilassung von hunderten anderen politischen Gefangenen zu veranlassen. Zudem müsse das Regime dafür sorgen, dass die Freigelassenen nicht erneut Ziel der Sicherheitskräfte und der Justiz würden.
Ebadi kritisierte auch nach den Freilassungen die Menschenrechtsbilanz Rohanis, auch im Hinblick auf einen deutlichen Anstieg der Hinrichtungen seit seinem Amtsantritt, scharf und warf der Regierung vor, über die Freilassung von politischen Gefangenen zu lügen. Keine ihrer Erwartungen sei erfüllt.
Am 13. Juni 2018 wurde Nasrin Sotudeh ohne ihr Wissen in Abwesenheit zu fünf Jahren Gefängnis verurteilt und erneut in ihrem Haus verhaftet. Vor ihrer erneuten Verurteilung arbeitete Nasrin Sotoudeh an der Verteidigung zweier junger Frauen, die öffentlich gegen das per Gesetz erzwungene Tragen des Kopftuches protestiert hatten und daraufhin inhaftiert worden waren. Sotudeh kam ins Evin-Gefängnis in Teheran.
Am 6. März 2019 wurde Sotudeh von einem Revolutionsgericht mit den Vorwürden „Störung der öffentlichen Ordnung“, „sündhaftes Auftreten ohne Kopftuch“, „Spionage“ und „Schüren von Prostitution“ zu 33 Jahren Haft und 148 Peitschenschlägen verurteilt. Von der Haftzeit müsse sie mindestens 12 Jahre absitzen.
Am 11. August 2020 ist Sotudeh im Gefängnis erneut in den Hungerstreik getreten, um die Welt auf die katastrophalen Zustände in den Gefängnissen Irans in Zeiten der Pandemie aufmerksam zu machen. Nachdem sich der Gesundheitszustand der laut Natalie Amiri herzschwachen Sotudeh stark verschlechtert hatte, brach sie die Aktion am 25. September ab. Im Oktober 2020 wurde sie vom Evin-Gefängnis in die Frauenhaftanstalt Gharchak verlegt. Am 8. November wurde sie nach zwei Jahren Haft und 50 Tagen Hungerstreiks in den Hafturlaub entlassen. Am 3. Dezember 2020, am Tag, als ihr der am 1. Oktober bekanntgegebene „Alternative Nobelpreis“ für die Förderung politischer Freiheiten und der Menschenrechte in Iran überreicht hätte werden sollen, kehrte sie in das Frauengefängnis zurück; ihr Hafturlaub wurde nicht verlängert.
Am 5. November 2023 wurde Sotudeh zusammen mit mehr als 100 Menschen von der Sittenpolizei unter Gewalteinsatz verhaftet, als sie – wie alle anderen anwesenden Frauen – unverschleiert an der Beerdigung von Armita Garawand teilnehmen wollte.

## Ehrungen
- 2008 erhielt Sotudeh den von einer italienischen Menschenrechtsgruppe vergebenen International Human Rights Award.
- 2011 erhielt die inhaftierte Rechtsanwältin vom florentinischen Stadtrat den Menschenrechtspreis der Stadt Florenz für ihren Widerstand gegen gesetzliche Diskriminierung von Frauen, ihre Verteidigung zum Tode verurteilter jugendlicher Straftäter und ihr Kampf für die Gleichstellung der Geschlechter in Iran.[32][33]
- 2012 erhielt Sotudeh, gemeinsam mit dem Regisseur Jafar Panahi, den Sacharow-Preis für geistige Freiheit des Europäischen Parlamentes.[34]
- 2018 wurde Sotudeh mit dem schwedischen Tucholsky-Preis für verfolgte oder bedrohte Schriftsteller ausgezeichnet.
- 2020 erhielt Sotudeh den Menschenrechtspreis des Deutschen Richterbundes[35]
- Am 3. Dezember 2020 erhielt sie den alternativen Friedensnobelpreis (Right Livelihood Award). Sie teilt ihn mit drei weiteren Preisträgern. Der Right Livelihood Award, gemeinhin als Alternativer Nobelpreis bekannt, wird jedes Jahr von der Right-Livelihood-Stiftung vergeben. Sotudeh muss eine politisch motivierte Strafe im Gefängnis absitzen und schickte ihren Dank als Audiobotschaft.
- 2023 erhielt Sotudeh die Ehrendoktorwürde der Universität Bern.[36][37]